# Zanieczyszczenie świetlne

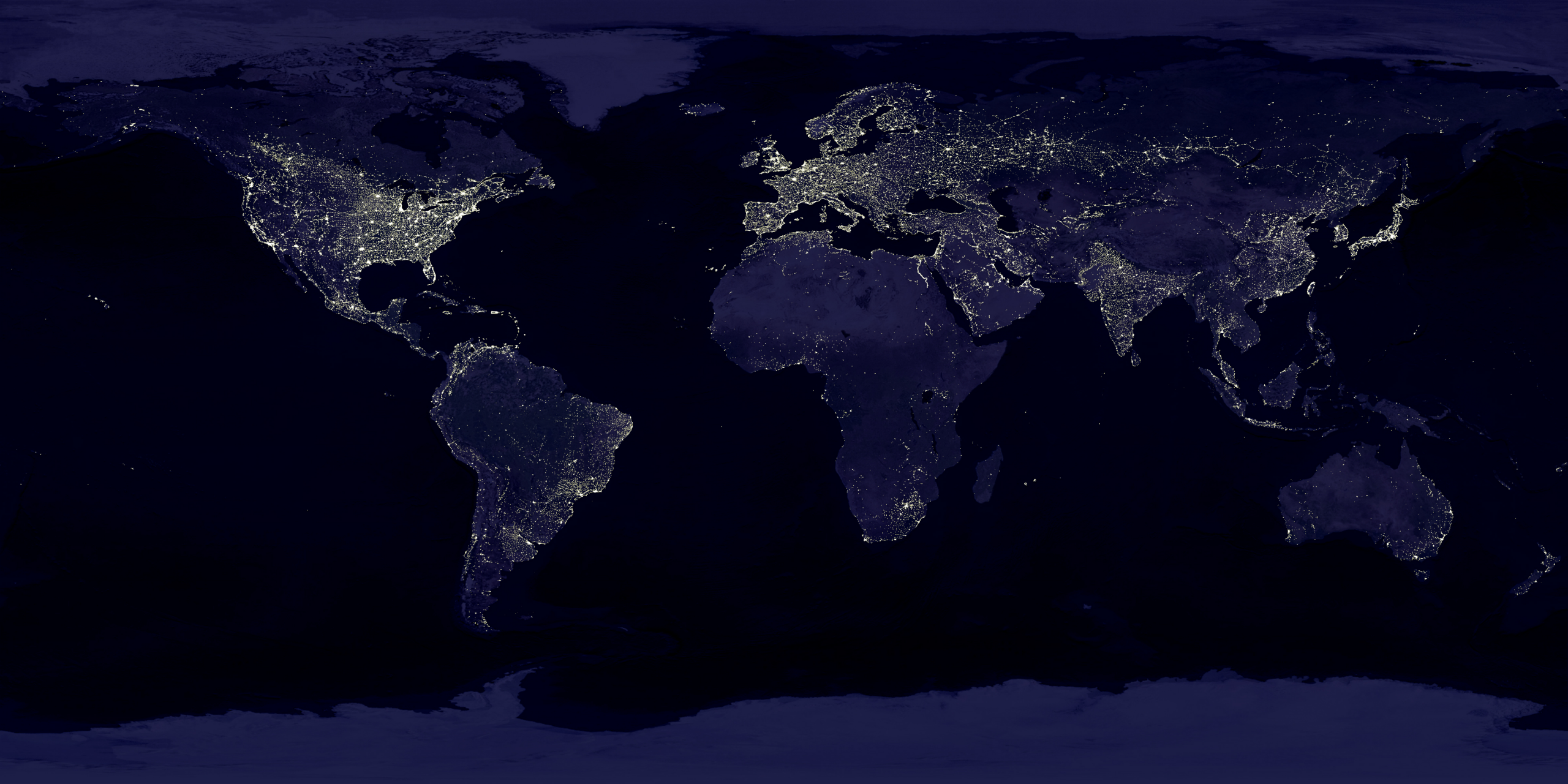
Mozaika z nocnych, satelitarnych zdjęć Ziemi obrazująca skalę zanieczyszczenia świetlnego, a także gęstości zaludnienia

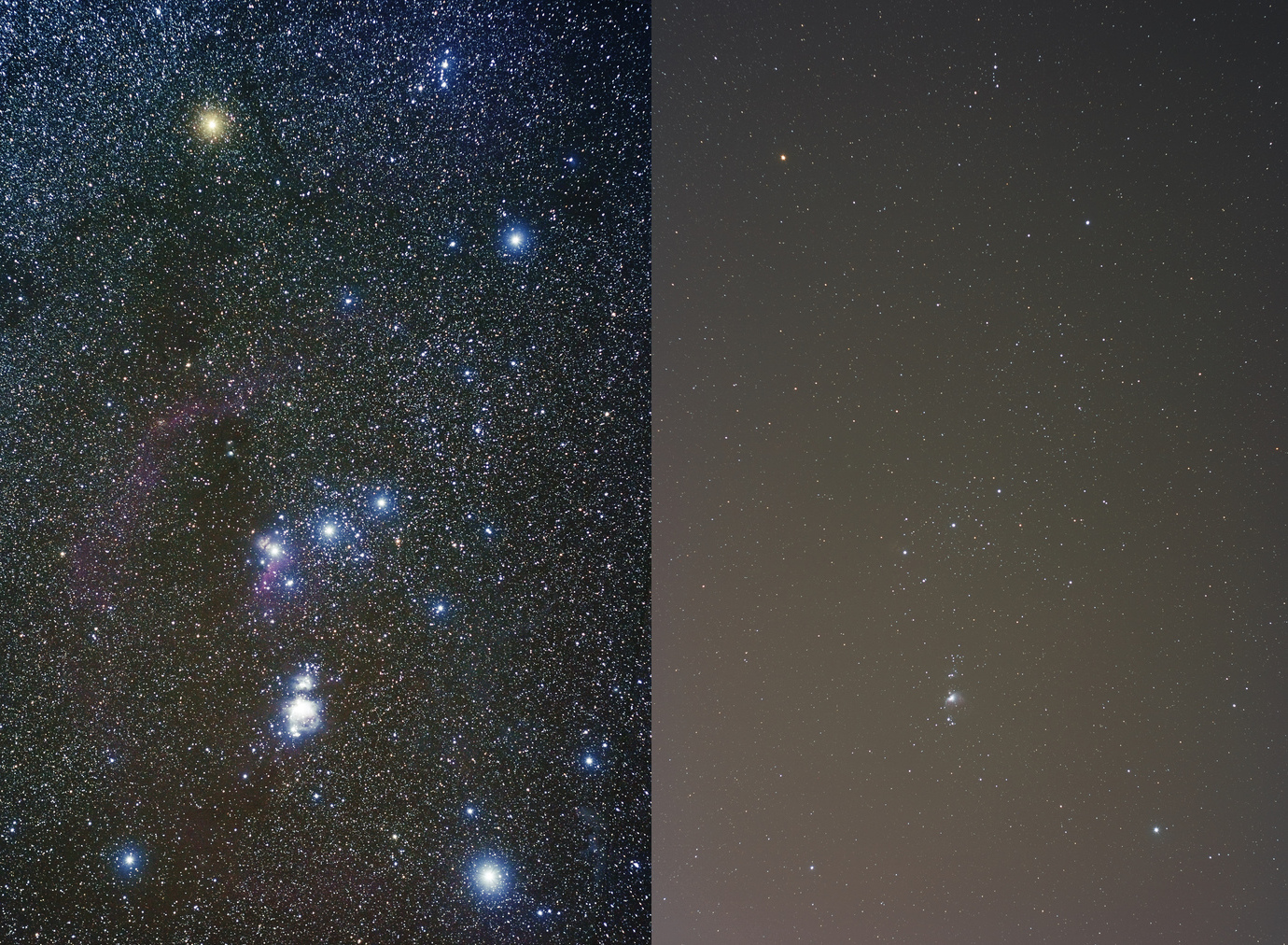
Po lewej zdjęcie Oriona wykonane w miejscu, gdzie zanieczyszczenie światłem jest niewielkie lub żadne. Po prawej ten sam gwiazdozbiór sfotografowany w metropolii średniej wielkości miast Provo i Orem

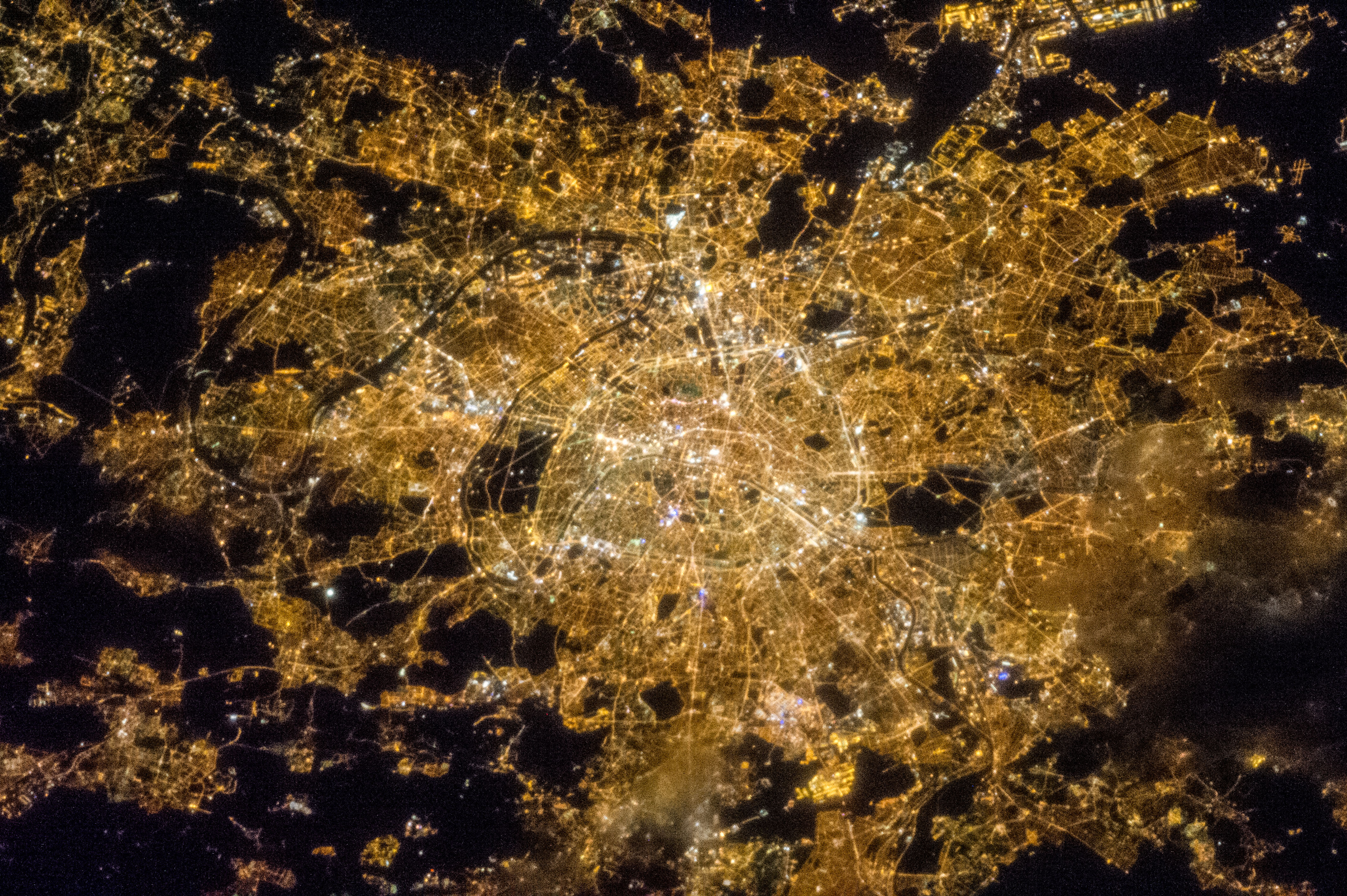
Satelitarne zdjęcie Paryża i przyległości wykonane nocą

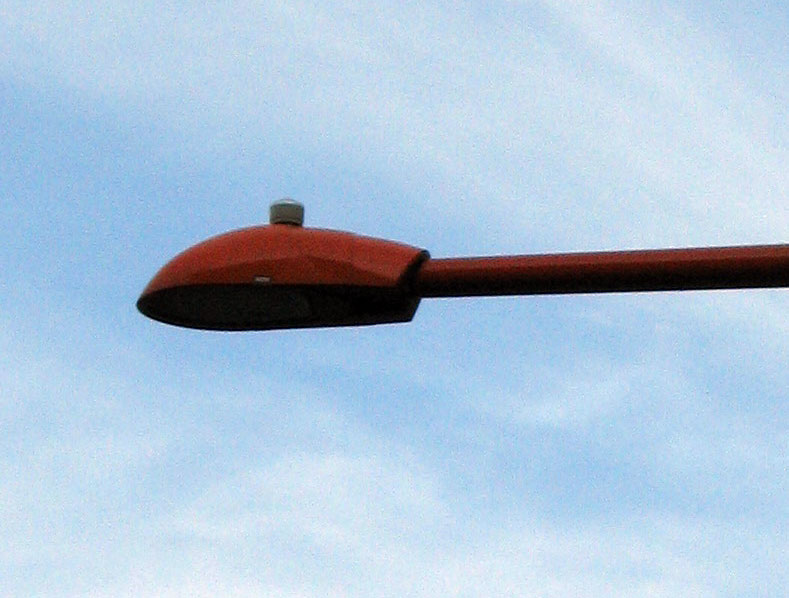
Oprawa do oświetlania ulic z płaskim kloszem minimalizującym straty światła

Zanieczyszczenie świetlne – nadmierne oświetlenie nocne, spowodowane przez sztuczne źródła światła. Zanieczyszczenie tego typu utrudnia obserwację astronomiczną nieba oraz ma negatywny wpływ na faunę i florę naturalnie przystosowaną do życia w ciemności w czasie nocy oraz niekorzystne działanie na zdrowie człowieka. Oświetlenie u roślin jest sygnałem aktywującym kwitnienie oraz okres spoczynku zimowego, a u zwierząt reguluje czynności fizjologiczne, orientację w przestrzeni, relacje z innymi osobnikami (własnego i innych gatunków).
Efekt ten jest najbardziej widoczny w rozwiniętych i gęsto zaludnionych miastach. Jest powodowany głównie przez oświetlenie uliczne, oświetlenie reklamowe i iluminacje obiektów architektonicznych bądź oświetlenie stadionów. Zanieczyszczenie świetlne można podzielić na rozświetlenie nocnego nieba poprzez światło rozproszone w atmosferze, oświetlenie poza miejscami do tego przeznaczonymi, oświetlenie miejsc, w których oświetlenie jest niepotrzebne oraz olśnienie powodowane przez nieosłonięte źródła światła o dużej luminacji.
Szacuje się, że w Stanach Zjednoczonych 80% populacji, a w Unii Europejskiej 67%, mieszka na obszarach, w których nocne niebo nigdy nie jest ciemniejsze niż przy Księżycu świecącym w pełni. W takich obszarach nie można dokonywać obserwacji gwiazd.
Stopień zanieczyszczania świetlnego przez latarnie uliczne i inne źródła światła zależy od konstrukcji opraw oświetleniowych, a dokładniej od tego, jak kierunkują strumień światła. Najkorzystniejsze są oprawy nie emitujące światła w niepotrzebnych kierunkach, zwłaszcza w górę. Odpowiednie ukierunkowanie może pozwolić na zmniejszenie mocy źródła światła, co może przyczynić się do zmniejszenia emisji dwutlenku węgla. Obecnie coraz częściej oprawy przeznaczone do oświetlenia ulicznego posiadają płaskie klosze, dzięki czemu zmniejsza się straty światła. Stosuje się niekiedy również systemy zmniejszające moc oświetlenia w godzinach kiedy jest ono najmniej potrzebne. Niemniej jednak każde sztuczne źródło światła umieszczone poza zamkniętym budynkiem przyczynia się do zwiększenia zanieczyszczenia świetlnego. Przy współczesnym stylu życia społeczeństw nie jest możliwe całkowite wyeliminowanie nocnego oświetlenia, jednak jego racjonalne używanie może przyczynić się nie tylko do ograniczenia zanieczyszczenia świetlnego, ale i do oszczędności energii.
Do oceny stopnia zanieczyszczenia nieba światłem używa się fotometrów, ale stosowane są także oszacowania oparte na wskaźniku obserwowanej wielkości gwiazdowej najsłabszych widocznych gwiazd, liczby widocznych gołym okiem gwiazd albo 9-stopniowa skala Bortle'a.
W celu ochrony ciemnego nieba, na świecie wyznaczane są specjalne obszary – parki ciemnego nieba. Mogą one być włączone do sieci parków ciemnego nieba certyfikowanych przez International DarkSky Association.
W 2023 roku grupa naukowców i działaczy społecznych w ramach inicjatywy Light Pollution Think Tank opracowała i wydała wspólnie ze Stowarzyszeniem POLARIS-OPP oraz Centrum Badań Kosmicznych PAN pierwszy raport pt. "Zanieczyszczenie światłem w Polsce. Raport 2023". Dokument kompleksowo opisuje problem zanieczyszczenia światłem w Polsce, braku regulacji prawnych oraz najpilniejszych potrzebach wprowadzenia norm dla tego zjawiska i przepisów krajowych.